# 계몽의 변증법

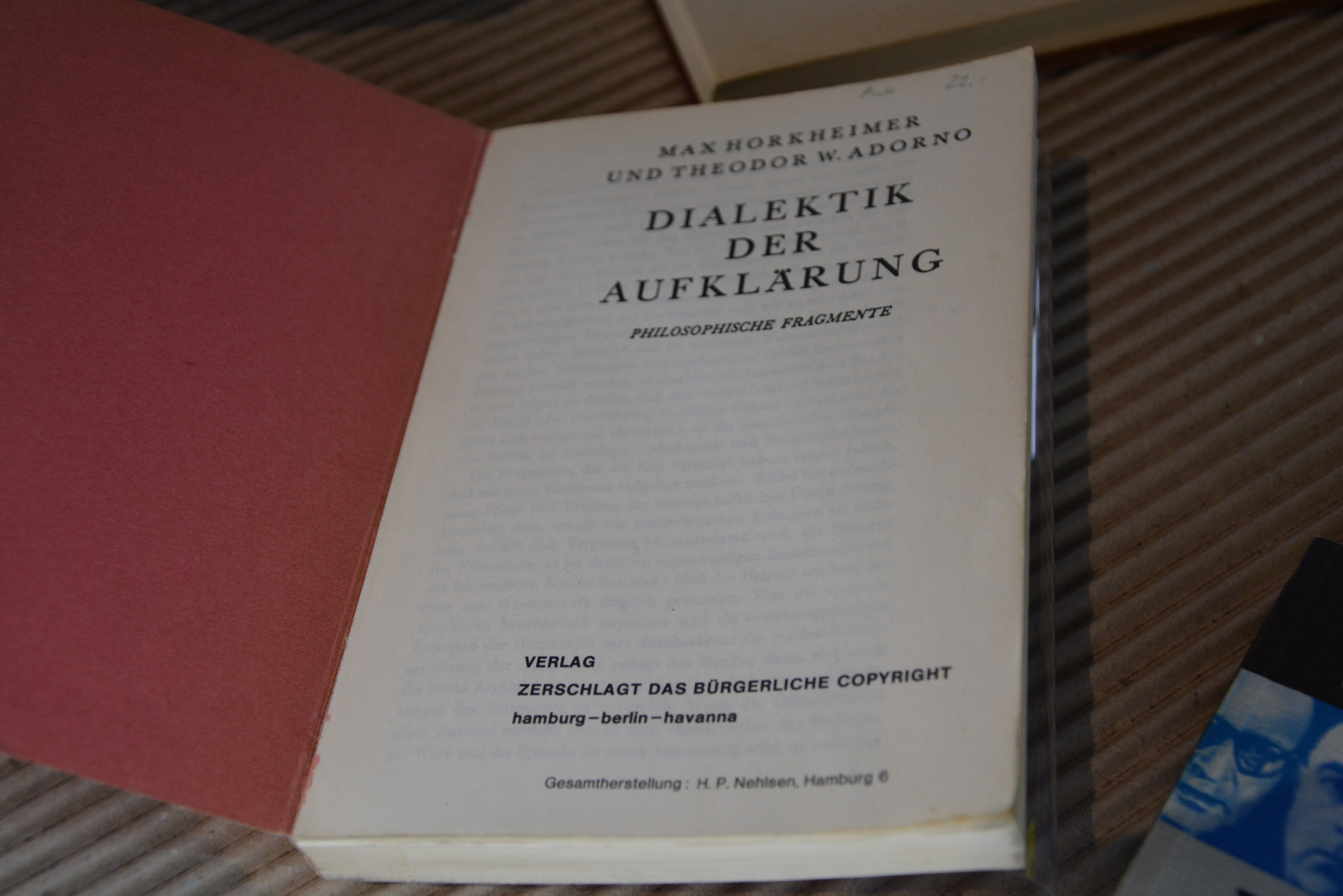

《계몽의 변증법》 ( 독일어: Dialektik der Aufklärung)은 프랑크푸르트 학파 철학자 막스 호르크하이머와 테오도르 W. 아도르노가 쓴 철학과 사회평론 작품이다. 1947년에 출판된 이 텍스트는 원래 저자들이 1944년에 철학적 단편 ( 독일어: Philosophische Fragmente)으로 있던 것의 개정된 것이다.
비판 이론의 핵심 텍스트 중 하나인 《계몽의 변증법》은 프랑크푸르트 학파가 계몽시대 실패로 간주했던 사회 심리적 현상 을 탐구한다. 아도르노의 권위 주의적 성격(1950), 프랑크푸르트 학파인 헤르베르트 마르쿠제의 일차원적 인간 (1964)과 함께 20세기 철학, 사회학, 문화, 정치에 큰 영향을 미쳤으며 특히 1960년대와 1970년대 신좌파에게 영감을 주었다.
비판 이론의 두드러진 특징 중 하나는 사회적 지배 의 궁극적인 근원 또는 기초에 관한 특정한 양가성이다.
그러한 것은 인간 해방과 자유의 가능성에 대한 새로운 비판 이론 의 비관주의를 낳을 것이다. 국가 사회주의, 스탈린주의, 국가 자본주의 및 문화 산업 을 전통적인 이론의 용어로 적절하게 설명될 수 없는 완전히 새로운 형태의 사회적 지배로 보았다.

마르크스의  유명한 예언과는 달리, 변화는 " 사회혁명 의 시대"가 아니라 파시즘과 전체주의로 이어졌다 . 전통 이론은 "어필할 수 있는 어떤 것도 남겨두지 않고 남겨졌다. 더 이상 비판이 희망의 근거가 될 수 있는 역동성은 없다." :118아도르노와 호르크하이머에게 이것은 전통적인 비판 이론에 따르면 지배 자체의 원천이었던 바로 그 모순이 없는 상태에서 명백한 지배의 지속성을 설명하는 방법의 문제를 제기했다.
자유주의 국가와 시장의 몰락과 함께 파시즘의 부상으로 인해 제기된 문제 (사회 혁명 이 그 여파로 구체화되지 못한 것과 함께)는 이 책의 전체 주장을 구성하는 이론적, 역사적 관점을 구성한다. "신화는 이미 깨달음이고 깨달음은 신화로 돌아간다." :xviii
개인의 자아 또는 자아 형성의 역사뿐만 아니라 인간 사회의 역사는 당시 호르크하이머와 아도르노가 이 역사의 궁극적인 결과로 인식한 관점에서 재평가된다. 이성은 국가 사회주의의 부상과 함께 역사적 진보나 발전의 결과로 이성이 출현했다고 추정되는 바로 그 형태의 미신과 신화와 유사한 무언가(대부분의 텍스트에서 단순히 "계몽"이라고 함)로 바뀌었다.
호르크하이머와 아도르노는 "계몽"의 과정에서 현대 철학이 지나치게 합리화되고 기술 지배의 도구가 되었다고 믿다. 그들은 비엔나 서클 의 논리적 실증주의와 이 운동과의 연속성에서 본 광범위한 경향을 모두 언급하는 실증주의 로 이 과정의 절정을 특징짓다. 호르크하이머와 아도르노의 실증주의에 대한 비판은 너무 광범위하다는 비판을 받아왔다. 그들은 특히 루트비히 비트겐슈타인을 실증주의자로 해석하고(당시 그의 후기 작품이 아닌 논리철학 논고 만 출판되었음), 분석철학 내에서 실증주의에 대한 비판을 조사하지 못한 점에 대해 비판을 받다.
이 역사를 특징짓기 위해 호르크하이머와 아도르노는 "노동 "의 개념을 중심으로 한 마르크스의 초기 저작에 포함된 철학적 인류학을 포함하여 다양한 자료를 활용한다. 니체 도덕 계보 와 권력 의지의 포기를 통한 양심의 출현; 원시 아버지의 살인에 대한 문명과 법의 출현에 대한 토템과 금기 에 대한 프로이트의 설명; 원시 사회의 마술과 의식에 대한 민족학적 연구; 신화비평, 문헌학, 문학적 분석 .
저자들은 자본주의 사회에서 대중문화는 영화, 라디오 프로그램, 잡지 등 표준화된 문화 상품을 생산하는 공장과 유사하다고 주장하면서 <i id="mwgA">문화 산업</i>이라는 용어를 만들었다 이러한 균질화된 문화 산물은 대중 사회를 온순함과 수동성으로 조종하는 데 사용된다. 대중 매체 인 라디오의 도입은 더 이상 청취자에게 전화의 경우처럼 응답 메커니즘을 허용하지 않다. 대신, 청취자는 더 이상 주체가 아니라 "다른 방송국에서 제공하는 동일한 프로그램에 권위주의적인 방식으로" 노출되는 수동적 용기이다.

## 같이 보기
- 반계몽주의